# CKZW
Pour l'ancienne station CJRS de Sherbrooke, voir CJRS (1510 kHz).
CKZW (anciennement CJRS), mieux connue sous le nom de Radio Shalom Montréal, est une station de radio fondée en mars 2006, qui est basée à Montréal, Canada. Cette radio diffuse 24 heures par jour sur une fréquence de 1 650 kHz avec une puissance de 1 000 watts. Elle est l'unique station de radio trilingue au Canada[réf. nécessaire] : ses émissions sont en français, anglais et en hébreu. De plus, la station diffuse ses émissions sur Internet.
Radio Shalom est aussi la seule station de radio au Canada qui diffuse de la musique Mizrahi, yiddish, ladino, klezmer, hassidique et de la musique israélienne. Conformément à la Halakha (loi juive religieuse), la programmation sur Radio Shalom est suspendue pendant le jour du Sabbat et pendant les fêtes juives. Pendant ces journées, un animateur non-juif diffuse de la musique Gospel via CKZW le Son Gospel.